# Governo Pella
Il Governo Pella è stato l'ottavo esecutivo della Repubblica Italiana, il secondo della II legislatura.
Esso, nato in seguito alle dimissioni del governo precedente, è stato in carica dal 17 agosto 1953 al 19 gennaio 1954 (sebbene già dimissionario dal precedente 5 gennaio), per un totale di 155 giorni, ovvero 5 mesi e 2 giorni.
Fu il primo governo in cui il Presidente del Consiglio incaricato accettò l'incarico senza riserva, venendo altresì definito "governo amministrativo".

## Storia

### Formazione
Preso atto delle dimissioni di Alcide De Gasperi, il Presidente della Repubblica, Luigi Einaudi, conferì l'incarico di formare un nuovo governo "di transizione" (c.d. “Governo del presidente”) a Giuseppe Pella al fine di approvare almeno la legge di bilancio. 
Il 19 agosto, dunque, Pella illustrò il programma di governo alla Camera dei deputati, abbinandolo alla legge di bilancio: Il PCI ed il PSI motivarono il voto contrario tramite Palmiro Togliatti e Pietro Nenni, mentre il PSDI si astenne. Il voto favorevole arrivò invece dai monarchici. 
In definitiva, la mozione di fiducia venne approvata con 315 voti a favore, 215 contrari e 44 astensioni. Dal 19 al 22 agosto la discussione passò quindi al Senato che, il 22 stesso, diede altresì parere favorevole con 140 voti a favore e 86 contrari, mentre si astennero PSDI e MSI.

### Dimissioni
Intorno alla fine dell’anno, in seguito ad alcune dichiarazioni di Alcide De Gasperi, fu annunciato da Pella un rimpasto, ma l’elenco dei nomi proposti non ottenne l'approvazione del partito, così come degli alleati repubblicani, socialdemocratici e liberali.
Per questo motivo, il 5 gennaio, a seguito del voto negativo espresso dai gruppi della Democrazia Cristiana, Pella si dimette. Il 12 gennaio, dunque, il Presidente Einaudi incaricò Amintore Fanfani, che il 18 gennaio formò un nuovo governo monocolore DC senza una maggioranza precostituita.

## Compagine di governo

### Appartenenza politica
L'appartenenza politica dei membri del Consiglio dei ministri si può così riassumere:
| Partito | Partito              | Presidente | Ministri | Commissari | Sottosegretari | Totale |
| ------- | -------------------- | ---------- | -------- | ---------- | -------------- | ------ |
|         | Democrazia Cristiana | 1          | 16       | 4          | 31             | 52     |
| Totale  | Totale               | 1          | 16       | 4          | 31             | 52     |

### Provenienza geografica
La provenienza geografica dei membri del Consiglio dei ministri si può così riassumere:
| Regione               | Presidente | Ministri | Commissari | Sottosegretari | Totale |
| --------------------- | ---------- | -------- | ---------- | -------------- | ------ |
| Piemonte              | 1          | -        | -          | 4              | 5      |
| Veneto                | -          | 3        | -          | 4              | 7      |
| Lazio                 | -          | 1        | -          | 4              | 5      |
| Lombardia             | -          | 1        | -          | 4              | 5      |
| Campania              | -          | 2        | -          | 2              | 4      |
| Sicilia               | -          | 1        | -          | 3              | 4      |
| Sardegna              | -          | 2        | -          | 1              | 3      |
| Calabria              | -          | 1        | 1          | 1              | 3      |
| Liguria               | -          | 1        | 1          | 1              | 3      |
| Puglia                | -          | 1        | -          | 2              | 3      |
| Toscana               | -          | 1        | -          | 1              | 2      |
| Marche                | -          | 2        | -          | -              | 2      |
| Trentino-Alto Adige   | -          | -        | 1          | 1              | 2      |
| Friuli-Venezia Giulia | -          | -        | 1          | -              | 1      |
| Abruzzo               | -          | -        | -          | 1              | 1      |
| Basilicata            | -          | -        | -          | 1              | 1      |

### Situazione parlamentare
Al momento del conferimento della fiducia parlamentare (22 agosto al Senato, 24 agosto alla Camera dei Deputati):
| Camera                  | Collocazione     | Partiti                                | Seggi     |
| ----------------------- | ---------------- | -------------------------------------- | --------- |
| Camera dei Deputati     | Governo          | DC (263)                               | 263 / 590 |
| Camera dei Deputati     | Appoggio esterno | PNM (39), PLI (14), PRI (5), Misto (4) | 62 / 590  |
| Camera dei Deputati     | Astensione       | MSI (29), PSDI (19)                    | 48 / 590  |
| Camera dei Deputati     | Opposizione      | PCI (143), PSI (75)                    | 218 / 590 |
| Senato della Repubblica | Governo          | DC (111)                               | 111 / 243 |
| Senato della Repubblica | Appoggio esterno | PNM (15), Misto (15)                   | 30 / 243  |
| Senato della Repubblica | Astensione       | MSI (9), Misto (4)                     | 13 / 243  |
| Senato della Repubblica | Opposizione      | PCI (49), PSI (28), SI (10), Misto (2) | 89 / 243  |

## Composizione
| Carica                                 | Titolare                              | Titolare                                      | Titolare                              | Sottosegretari |
| Presidenza del Consiglio dei ministri  | Presidenza del Consiglio dei ministri | Presidenza del Consiglio dei ministri         | Presidenza del Consiglio dei ministri | Sottosegretario di Stato alla Presidenza del Consiglio |
| -------------------------------------- | ------------------------------------- | --------------------------------------------- | ------------------------------------- | --- |
| Presidente del Consiglio dei ministri  |                                       |                                               | Giuseppe Pella (DC)                   | - Giulio Andreotti (DC) Sottosegretario del Consiglio dei ministri - Teodoro Bubbio (DC) Sottosegretario con delega per i Servizi dello Spettacolo - Giorgio Tupini (DC) Sottosegretario per la Stampa e all'Editoria - Roberto Lucifredi (DC) |
| Ministri senza portafoglio             |                                       |                                               |                                       | |
| Riforma della Pubblica Amministrazione |                                       |                                               | Salvatore Scoca (DC)                  | Salvatore Scoca (DC) |
| Cassa del Mezzogiorno                  |                                       |                                               | Pietro Campilli (DC)                  | Pietro Campilli (DC) |
| Ministero                              | Ministri                              | Ministri                                      | Ministri                              | Sottosegretari di Stato |
| Affari esteri                          |                                       |                                               | Giuseppe Pella (DC)                   | - Lodovico Benvenuti (DC) - Francesco Maria Dominedò (DC) |
| Interni                                |                                       |                                               | Amintore Fanfani (DC)                 | - Guido Bisori (DC) |
| Bilancio                               |                                       |                                               | Giuseppe Pella (DC)                   | - Mario Ferrari Aggradi (DC) |
| Finanze                                |                                       |                                               | Ezio Vanoni (DC)                      | - Edgardo Castelli (DC) - Angelo Giacomo Mott (DC) |
| Tesoro                                 |                                       |                                               | Silvio Gava (DC)                      | - Gennaro Cassiani (DC) - Mario Zotta (DC) - Ennio Avanzini (DC) - Rodolfo Vicentini (DC) |
| Grazia e Giustizia                     |                                       |                                               | Antonio Azara (DC)                    | - Ercole Rocchetti (DC) |
| Difesa                                 |                                       |                                               | Paolo Emilio Taviani (DC)             | - Giacinto Bosco (DC) - Edoardo Martino (DC) |
| Industria e Commercio                  |                                       |                                               | Piero Malvestiti (DC)                 | - Emilio Battista (DC) - Gioacchino Quarello (DC) - Basilio Focaccia (DC) |
| Commercio con l'Estero                 |                                       |                                               | Costantino Bresciani Turroni (DC)     | - Mario Martinelli (DC) |
| Agricoltura e Foreste                  |                                       |                                               | Rocco Salomone (DC)                   | - Luigi Gui (DC) - Mariano Rumor (DC) |
| Lavori Pubblici                        |                                       |                                               | Umberto Merlin (DC)                   | - Emilio Colombo (DC) |
| Lavoro e Previdenza Sociale            |                                       |                                               | Leopoldo Rubinacci (DC)               | - Umberto Delle Fave (DC) - Dino Del Bo (DC) |
| Trasporti                              |                                       |                                               | Bernardo Mattarella (DC)              | - Giovanni Bovetti (DC) |
| Marina Mercantile                      |                                       |                                               | Fernando Tambroni (DC)                | - Corrado Terranova (DC) |
| Poste e Telecomunicazioni              |                                       |                                               | Modesto Panetti (DC)                  | - Gaetano Vigo (DC) |
| Pubblica Istruzione                    |                                       |                                               | Antonio Segni (DC)                    | - Angelo Di Rocco (DC) - Raffaele Resta (DC) |
| Alti Commissariati                     |                                       |                                               |                                       | |
| Alimentazione                          |                                       |                                               | Rocco Salomone (DC)                   | Rocco Salomone (DC) |
| Igiene e Sanità Pubblica               |                                       |                                               | Tiziano Tessitori (DC)                | Tiziano Tessitori (DC) |
| Igiene e Sanità Pubblica               |                                       | Franco Varaldo (DC) Alto Commissario Aggiunto |                                       | |
| Turismo                                |                                       |                                               | Pietro Romani (DC)                    | Pietro Romani (DC) |

## Cronologia

### 1953

#### Luglio
- 21 luglio - De Gasperi si presenta ai due rami del Parlamento. La Camera nella seduta del 28 luglio, respinge l’ordine del giorno sulla fiducia con 282 voti contro, 263 a favore, 37 astensioni. Al Senato, sulla base del voto negativo della Camera, la discussione non ha luogo. Nella seduta del 28 luglio prevista per l’inizio del dibattito, Attilio Piccioni annuncia le dimissioni di De Gasperi. Il 2 agosto lo stesso Piccioni accetta un pre-incarico ma dopo soli dieci giorni annuncia di voler rinunciare al tentativo.

#### Agosto
- 17 agosto - Fallito ogni altro tentativo politico, il capo dello Stato dà l'incarico a Giuseppe Pella per un governo di transizione, un monocolore DC coadiuvato da tecnici (l'avvocato dello Stato Salvatore Scoca alla Riforma burocratica, l'alto magistrato Antonio Azara alla Giustizia, l'ingegnere Modesto Panetti alle Poste), che provveda agli adempimenti del bilancio.
- 19 agosto - Il governo ottiene la fiducia della camera. Alla relativa mozione è abbinata la legge di bilancio. Contrari PCI, PSI, MSI, astenuto il PSDI, favorevoli i monarchici.
- 22 agosto - Il governo ottiene la fiducia del senato.
- 28 agosto - Inizia la crisi diplomatica tra Italia e Jugoslavia. Le agenzie jugoslave informano per il 6 settembre un discorso del maresciallo Tito per il decimo anniversario della costituzione delle brigate partigiane jugoslave nella Venezia Giulia. Nel comizio di Okroglica, a ridosso del confine a Gorizia, Tito rivendicherebbe la sovranità di Trieste. Nello stesso giorno il ministro della difesa, Paolo Emilio Taviani, convoca d'urgenza il capo dei servizi segreti, generale Ettore Musco e il capo di stato maggiore della difesa, generale Efisio Marras: viene stabilito di inviare alcuni reparti dell'esercito al confine del Territorio Libero di Trieste e alcune unità navali nella laguna di Venezia.[9]

#### Settembre
- 1º settembre - Pella si incontra con gli ambasciatori di Francia, Inghilterra e Stati Uniti: le tre potenze rassicurano l'Italia circa le pretese jugoslave. L'Italia potrà mantenere, ed eventualmente rafforzare, le misure di sicurezza militari fino al completo chiarimento della situazione.
- 5 settembre - Scambio di note diplomatiche tra i governi di Roma e Belgrado. La Jugoslavia preannuncia misure militari alla frontiera. Il governo italiano risponde che non vi sono atteggiamenti che consentano di dissipare le preoccupazioni.
- 6 settembre - Il maresciallo Tito parla a Okroglica: chiede l’internazionalizzazione di Trieste, l’annessione alla Jugoslavia del retroterra triestino e il ritiro delle truppe italiane ai confini. Pietro Nenni (PSI) presenta un’interpellanza per affrontare la questione Trieste alla ripresa dei lavori della Camera dei deputati. Le opposizioni sostengono che le manovre militari del governo italiano consentono a Tito di passare da pacifista davanti al resto del mondo.
- 15 settembre - Il PCI richiede l'applicazione del trattato di pace per rendere possibile un plebiscito circa i destini di Trieste.
- 24 settembre - CGIL, CISL e UIL proclamano unitariamente lo sciopero generale dell’industria per ottenere il conglobamento delle voci che formano il salario operaio e la definizione del salario minimo.
- 24/26 settembre - Alfredo Covelli e Achille Lauro danno il via a uno scontro interno al Partito Nazionale Monarchico che porterà i monarchici alla scissione.
- 27 settembre - Convegno di Belgirate: nasce ufficialmente la corrente democristiana di sinistra La Base. I sindacalisti di Giulio Pastore danno vita a Forze Nuove.
- 26/28 settembre - Consiglio nazionale della DC: piena solidarietà al governo per l'azione diplomatica circa la questione di Trieste. De Gasperi è eletto segretario con 49 voti a favore e 25 schede bianche.
- 30 settembre/6 ottobre - Alla camera, nel corso della discussione sul bilancio del ministero degli Esteri, si discute della politica atlantica del governo e delle prese di posizione del presidente del Consiglio sulla questione di Trieste. Nella seduta del 6 ottobre, dopo la replica del presidente del Consiglio Pella, l'assemblea vota all'unanimità un ordine del giorno per tutelare i diritti italiani in tutto il Territorio Libero di Trieste.

#### Ottobre
- 6 ottobre - Ennio Avanzini ha uno scontro fortuito con Tarcisio Longoni sulla porta di Montecitorio adibita all'entrata in aula dei membri di Governo. Tale incidente comporterà il declino della carriera di Avanzini.[senza fonte]
- 8 ottobre - Nuove tensioni tra Roma e Belgrado. Inghilterra e Stati Uniti dichiarano a sorpresa di aver deciso di porre termine al governo militare alleato della zona A e di restituire Trieste e il suo territorio all'Italia.
- 12 ottobre - Tito dichiara che all'ingresso delle truppe italiane a Trieste corrisponderà quello delle truppe Jugoslave, e per rendere più decisiva la sua minaccia ammassa un forte schieramento a ridosso del confine. Il governo italiano non mobilita ulteriori forze.
- 18 ottobre - Il generale Marras fa presente a Pella che occorre rafforzare il contingente militare: qualora gli jugoslavi decidano di penetrare nel Territorio Libero di Trieste conquisterebbero senza difficoltà Udine e Tarvisio.

#### Novembre
- 4 novembre - Rassicurato dalla posizione ufficiale dei comunisti italiani, schierati contro ogni ipotesi di invasione, Pella festeggia l'anniversario della vittoria a Redipuglia, dove tiene un comizio davanti al gonfalone di Trieste. Un centinaio di giovani triestini che vi hanno partecipato improvvisano una manifestazione a Trieste scontrandosi con le truppe alleate.
- 5 novembre - Scoppia la rivolta di Trieste.
- 20 novembre - Il governo accetta l’ipotesi di una Conferenza a cinque prospettata da Stati Uniti, Gran Bretagna e Francia.

#### Dicembre
- 5 dicembre - Italia e Jugoslavia ritirano le truppe dai rispettivi confini.
- 11 dicembre - Il governo viene sconfitto alla camera sul disegno di legge per l'amnistia.
- 18 dicembre - Sul primo numero del settimanale La Discussione De Gasperi critica l'azione del governo Pella. I due uomini politici si incontrano a Castel Gandolfo due giorni dopo mentre si concretizzano le voci di un rimpasto nel governo, nel quale De Gasperi dovrebbe assumere gli esteri.

### 1954

#### Gennaio
- 3 gennaio - Dopo lunghe trattative tra Pella e De Gasperi viene presentata al capo dello stato la nuova lista dei ministri.
- 5 gennaio - I gruppi parlamentari votano contro il rimpasto. Pella presenta le dimissioni[10].
- 6 gennaio - L'ambasciatrice USA Clare Boothe Luce in un colloquio con il presidente Eisenhower propone di escludere dalle commesse statunitensi le imprese italiane in cui prevalgono gli iscritti CGIL.

### Esplicative
1. ↑  SVP (3), Altri (1) - Il deputato Alessandro Scotti.
2. 1 2  Tecnicamente, secondo il Regolamento, nei voti di fiducia parlamentare essa corrisponde ad un voto contrario e dunque tale posizione ebbe effetto solo per permettere al governo di perseguire stabilmente il proprio indirizzo politico.
3. ↑  PLI (4), PRI (2), SVP (2), Altri (7) - I senatori Pietro Canonica, Enrico De Nicola, Pasquale Jannaccone, Cesare Merzagora, Raffaele Cadorna, Santi Savarino e Giuseppe Bosia.
4. ↑  PSDI (4).
5. ↑  Altri (2) - I senatori Gaetano De Sanctis e Luigi Sturzo.

### Bibliografiche
1. ↑   Il giuramento nelle mani di Einaudi, su archiviolastampa.it, 18 agosto 1953.
«Roma, 16 luglio. Il nuovo Governo ha prestato stamane il giuramento di rito nelle mani del Capo dello Stato. De Gasperi è giunto al Quirinale alle dieci e mezzo con i due decreti di nomina, uno per se stesso ed uno per tutti 1 ministri. Einaudi li ha firmati ed ha poi accolto il giuramento del Presidente del Consiglio.»
2. ↑   Il nuovo Governo da Einaudi per la cerimonia del giuramento, in Corriere d'Informazione, 17 agosto 1953,  p. 1.
3. ↑   Fanfani ha formato il governo che oggi presterà giuramento, su archiviolastampa.it, 19 gennaio 1954.
4. ↑   I Governo Pella / Governi /  Camera dei deputati - Portale storico, su storia.camera.it. URL consultato il 29 marzo 2018.
5. 1 2   1953 - 1958 I governo Pella, su dellarepubblica.it. URL consultato il 29 marzo 2018.
6. ↑  L'Italia e l'Europa: 1947-1979, a cura di Pier Luigi Ballini e Antonio Varsori, Rubbettino Editore, Soveria Mannelli 2004, Volume 1 - Pagina 221.
7. ↑  Seduta del 22 agosto 1953
8. ↑  Seduta del 24 agosto 1953
9. ↑   Gianni Corsi: Italia-Jugoslavia prove tecniche di guerra, su ricerca.repubblica.it, la Repubblica. URL consultato il 7 maggio 2019.
10. ↑   Pella ha presentato le dimissioni, su archiviolastampa.it, 6 gennaio 1954.